# Gord Labossiere
Gordon William Labossiere (Winnipeg, 2 gennaio 1940) è un ex hockeista su ghiaccio canadese.
Nel corso della carriera giocò in National Hockey League e nella World Hockey Association.

## Carriera
Labossiere crebbe a livello giovanile disputando due stagioni nella Manitoba Junior Hockey League fino al 1958, anno in cui passò fra i professionisti. Nelle stagioni successive giocò soprattutto in alcune leghe minori canadesi come la Eastern Professional Hockey League di cui fu capocannoniere nella stagione 1962-1963 e la Western Hockey League.
La prima vera occasione per Labossiere giunse nel 1963 quando entrò a far parte dell'organizzazione dei New York Rangers, formazione con cui fece il proprio esordio in National Hockey League disputando 16 incontri in due stagioni. Per la maggior parte del tempo infatti giocò presso il farm team in American Hockey League dei Baltimore Clippers. Nel 1965 si trasferì ai Montreal Canadiens, i quali lo impiegarono in AHL con i Quebec Aces. Grazie ai 95 punti ottenuti nella stagione 1966-1967 Labossiere vinse il John B. Sollenberger Trophy.
Nell'estate del 1967 durante l'NHL Expansion Draft Labossiere fu scelto dai Los Angeles Kings, una delle sei nuove franchigie iscritte in NHL. Vi rimase fino al gennaio dei 1971 dopo oltre 150 partite disputate, oltre a diverse gare giocate in AHL presso gli Springfield Kings. Nella stagione 1971-72 giocò invece per l'organizzazione dei Minnesota North Stars.
Nel 1972 si trasferì nella World Hockey Association con gli Houston Aeros. Vi giocò per quattro stagioni fino al ritiro avvenuto nel 1976 conquistando per due volte l'Avco World Trophy.

## Palmarès

### Club
- Avco World Trophy: 2

Houston: 1973-1974, 1974-1975

### Individuale
- John B. Sollenberger Trophy: 1

1966-1967 (95 punti) 
- AHL First All-Star Team: 1

1966-1967
- AHL Second All-Star Team: 1

1969-1970
- EPHL First All-Star Team: 1

1962-1963